# Elisabetha Gaßner
Elisabetha Gaßner (Maria Elisabetha Gassnerin, geb. Ebnerin; getauft 9. April 1747 in Wiblingen; † 16. Juli 1788 in Oberdischingen), im Volksmund auch die Schwarze Lies genannt, war eine im süddeutschen Raum aktive Markt- und Taschendiebin.

## Herkunft und Familie
Elisabetha wurde in dem Klosterort Wiblingen bei Ulm geboren. Sie hatte einen rund sechseinhalb Jahre älteren Bruder namens Martin, der mit Beginn des Siebenjährigen Krieges in den Militärdienst eintrat. Ihr Vater, Johannes Ebner, war ein abgedankter Soldat und entstammte einer Tagelöhnerfamilie aus Thonlohe, einem Ortsteil der Stadt Hemau in der Oberpfalz. Er starb früh, angeblich in Hirschbach bei Wertingen, was sich jedoch nicht nachweisen lässt. Die Mutter war in Katzdorf bei Neunburg vorm Wald als uneheliches Kind geboren worden. Sie verstarb am 26. Mai 1782 im Alter von 77 Jahren in Biberberg. Zum Zeitpunkt von Elisabethas Geburt führten die Eltern ein Leben als Vagierende, d. h. als Nichtsesshafte.
Am 7. Juni 1770 heiratete Elisabetha den aus Biberberg stammenden Johannes Gassner, der nach zwölf Jahren Militärdienst in verschiedenen Truppenkontingenten des Schwäbischen Kreises mit Elisabetha in seinen Heimatort zurückkehrte und dort ansässig wurde. Das Paar hatte bereits zwei Kinder, Hansjörg und Kreszenzia. Aus der Ehe gingen vier weitere hervor, von denen 1787 neben den beiden Ältesten noch zwei am Leben waren, Joseph und Maria Josepha.

## Kriminelle Karriere
Ende der 1760er-Jahre kam Elisabetha durch eine ihr bekannte Vagantin und Diebin erstmals mit der professionellen Eigentumskriminalität in Berührung. Ihren Lebensunterhalt bestritt sie zu dieser Zeit aber noch vornehmlich durch das Stricken von Baumwollstrümpfen und durch Saisonarbeit in der Landwirtschaft. Nach ihrer Sesshaftwerdung in Biberberg ernährte sie zunehmend die stetig wachsende Familie, zu der auch Mutter Elisabetha Ebnerin gehörte, vom Diebstahl. Ende 1779 umfasste der Gassnersche Haushalt acht Personen. Bereits ein Jahr zuvor hatte Elisabetha durch beträchtliche Beuteerträge ein kleinbäuerliches Anwesen erworben.
Die Verhaftung des Ehepaars Anfang 1781 beendete Elisabethas sesshaftes Leben in Biberberg. Sie setzte sich zunächst in die Schweiz ab, hielt sich dann mit neuem Lebensgefährten, dem aus Munningen bei Oettingen im Ries stammenden Matheis Ruttmann, ein halbes Jahr in Tirol auf und kehrte mit diesem schließlich ins Schwäbische und Württembergische zurück. Im März 1786 wurde dem Paar in Bleibach bei Gutach im Breisgau eine Tochter geboren; sie wurde auf den Namen Anna Maria getauft. Den gemeinsamen Lebensunterhalt bestritt Elisabetha nun fast ausschließlich und sehr erfolgreich durch Taschendiebstahl. Der Schaden, der ihren Opfern aus insgesamt 300 dokumentierten Eigentumsdelikten entstand, ließ sich später mit 7.685 Gulden nur ansatzweise beziffern.
Die bekannteste Tat, an der sie beteiligt war, war der Mitte des 19. Jahrhunderts in legendenhafter Ausschmückung in die Literatur eingegangene Taschendiebstahl an dem Reichsgrafen Franz Ludwig Schenk von Castell, dem bekanntesten „Gaunerjäger“ Oberschwabens, der während des Besuchs des russischen Großfürsten, des späteren Zaren Paul I., am Ludwigsburger Hof in der dortigen Hofkapelle um seinen Geldbeutel mit Goldwährung im Wert von 1700 Gulden gebracht wurde. Haupttäterin war eine Frau aus Ludwigsburg namens Lisabeth, die mit einem Mann, der in Gaunerkreisen wegen seines Gewerbes Schokulat Hannes genannt wurde, verheiratet war. Dass der Graf später das Todesurteil über Elisabetha Gassnerin sprach, ist eine zufällige Ironie der Geschichte. Obwohl selbst Opfer, ließ er gewissermaßen Gnade walten und erkannte entgegen dem routinemäßig eingeholten Gutachten eines württembergischen Juristen (Oberamtmann Klein), das für Tod durch den Strang plädierte, auf Enthaupten.
Elisabetha erwirkte noch einen Aufschub, indem sie am Ende ihres Verhörs angab, im schwangeren Zustand in Gefangenschaft gekommen zu sein. Die Untersuchung durch drei gerichtlich bestellte Hebammen am 15. Mai 1788 konnte dies nicht bestätigen, das Gutachten riet jedoch dazu, die Vollstreckung der geforderten Todesstrafe bis zum Ende des neunten Monats seit Verhaftung auszusetzen.
Am 16. Juli 1788 wurde Elisabetha Gassnerin in Oberdischingen von Scharfrichter Xaver Vollmer durch das Schwert hingerichtet.